# Elmedin Kikanović
Elmedin Kikanović (Tuzla, 2 de septiembre de 1988) es un jugador bosnio de baloncesto. Mide 2,11 metros de altura y ocupa la posición de pívot. Pertenece a la plantilla del Al Riyadi Beirut de la Liga Libanesa de Baloncesto. Es internacional absoluto con Bosnia.

## Carrera
Comenzó a jugar al baloncesto en el Slovoda Tuzla bosnio. Desde 2007 hasta su suspensión por dopaje en 2010 jugó en el Estrella Roja. En junio de 2011 firmó con el BC Enisey Krasnoyarsk ruso. El 2 de mayo de 2015 SLUC Nancy francés anunció su fichaje hasta final de temporada. El 21 de julio de 2015 firmó dos años con el ALBA Berlin alemán, para posteriormente pasar a formar parte de la plantilla del  AS Monaco  en 2017.
En febrero de 2020, el pívot bosnio vuelve al AS Monaco, la que fue su casa entre 2017 y 2019 tras desvinculares del OGM Ormanspor turco.
En mayo de 2020, regresa al Muğla Ormanspor Basketbol Kulübü de la Türkiye Basketbol 1. Ligi donde había jugado la temporada anterior.
Al dejar Turquía en 2021, pasó por el Al Kuwait de la División I de Kuwait, el Al Riyadi Beirut de la Liga Libanesa de Baloncesto y el Al Sharjah de la Liga Nacional de Baloncesto de los Emiratos Árabes Unidos, antes de regresar al Líbano a fines de mayo de 2023. En julio de 2023 arregló su incorporación al equipo libio Al-Nasr, sin embargo un mes después se anunció que permanecería en el Al Riyadi Beirut. Esa temporada su equipo no sólo ganó el título de la liga libanesa, sino que además conquistó el Dubai Basketball Championship, la West Asia Super League y la Basketball Champions League Asia.

## Selección nacional
Con Bosnia ha participado en el Eurobasket 2011 en Lituania, en el Eurobasket 2013 en Eslovenia y en el Eurobasket 2015.